# 붓다차리타
붓다차리타(산스크리트어: बुद्धचरित Buddhacarita, 佛所行讃)는 1세기경 인도의 불교 승려인 아슈바고샤(마명보살)의 저작으로 전하는 불교 서사시이다.

## 개요
석가모니 부처의 생애에서 제재를 취한 28편의 운문으로 구성된 산스크리트어의 미문체 문학(카뷔야, kāvya)이다. 산스크리트어 원전은 석가모니 부처가 깨달음을 얻고 카필라바스투로 돌아오기까지의 전반 14편만 현존하고 후반은 소실되었다.
아슈바고샤는 쿠샨 제국에서 활약했던 대표적인 불교 문학가이지만, 본작은 훗날의 굽타 왕조에서 진행되는 불교 경전의 산스크리트어화의 선구이며, 또한 초인적인 존재로서의 석가모니 부처를 설화나 비유을 광범위하게 사용하여 표현하는 불교 문학을 확립하고 집대성한 작품이기도 하다.
석가모니 부처 입멸 뒤 얼마 동안은 체계를 갖춘 전기 같은 것은 존재하지 않았고, 단지 율장(律藏) 중 단편적 항목과 《장아함경》(長阿含經)의 「대본경」 정도만 산재해 있을 뿐이었다. 그러다가 오랜 시간이 지나 그 제자들도 세상을 뜨게 되자 석가모니 부처를 추모하고 그리워하는 풍조가 높아짐과 동시에 석가모니 부처에 관한 기억을 온전하게 갖추어 전하기 위한 전기의 필요성이 대두되었다. 그래서 마침내 불교 성전(聖典)에 전해지는 전설에 자신의 상상력과 이해를 바탕으로 한 불타관(佛陀觀)을 보탠 전기가 성립되었는데 현존하는 본생담(本生譚) 등 많은 불전문학(佛傳文學)이 그것이다.
기존 불교 작품은 대개 무미건조하고 기술(記述)이 산만하거나 졸렬하였다. 그러나 《붓다차리타》(불소행찬)에 이르러 비로소 불전문학사적으로 여러 인도 순수문학 작품에 견줄 수 있는 걸작을 가지게 된다. 《붓다차리타》(불소행찬)는 불전문학 중에서도 기존 자료에 충실하면서도 사실적 내용을 적절히 가미한 아름다운 서사시로서 석가모니 부처의 생애와 그 교의와 인격을 찬탄함으로서 사람들에게 인격적 감화를 불러일으키고 있다는 평가를 받는다.
체계 없이 단편적이고 부분적이었던 기존 불전이 《붓다차리타》에 이르러 어느 정도 정확한 석가모니 부처의 일대기 면모를 갖출 수 있게 되었다. 대서사시 《마하바라타》(Mahabharata)와 《라미야나》(Ramavana) 등 인도 문학과 《아함경》(阿含經) 이후에 육성된 불교사상, 특히 불타관(佛陀觀)이 인도 문화에 용해되어 창작된 것이 《붓다차리타》(불소행찬)였던 것이다. 여기에는 숭고한 석가모니 부처의 인격과 언행, 심원한 불교사상과 인도 사상이 인도 문학의 수려한 수사(修辭)로 장렬하고 생생하게 표현되어 있다. 실로 《붓다차리타》(불소행찬)은 인도 문화의 다른 순문학 작품과 반짝이는 불교의 마니보주 중에서도 특히 그 광명이 찬연한 주옥이라 할 것이다.
《붓다차리타》는 석가 왕족의 계보(系譜)와 석가모니 부처의 탄생에서부터 입멸(入滅)에 이르는 장중한 내용을 기술하면서도 역사적 사실을 계통적으로 너무 과장되거나 조잡하게 서술하지 않으면서도 상세하게 기술한다. 때문에 석가모니 부처의 생애 속에 불교의 교의가 교묘하게 녹아 있고, 생전의 석가모니 부처를 실제로 만난 듯한 생생한 묘사로 석가모니 부처가 걸었던 고뇌의 길과 '스스로 깨달은 자'로서의 일깨움이 다른 불전문학과 비교할 수 없을 만큼 독자들에게 감동을 준다는 평가를 받고 있다.
또한 석가모니 부처의 깨달음이 성제(聖諦)와 팔정도(八正道)ㆍ육바라밀(六波羅密) 등의 수도관(修道觀)으로 정리되어 있고 법신(法身)의 상주(常住)를 중심으로 한 불신관(佛身觀) 등이 총망라되어 있다. 따라서 이 작품은 마치 불교요설(佛敎要設)이라 할 정도로 불교의 이해를 돕는 지침서 역할을 하기도 한다.
최근 중앙 아시아에서 마명의 작품이라고 생각되는 희곡 《사리불극》(舍利弗劇)외에 두 작품이 발견되었는데, 인도의 희곡 및 언어 발달에 대한 중요한 자료가 되고 있다.

## 한역 불소행찬
《불소행찬》은 아슈바고샤의 이 《붓다차리타》를 414년에서 426년 사이에 담무참이 고장(姑藏)에서 한역한 것으로, 5권 28품으로 구성되어 있다. 한국의 해인사고려대장경에는 제29권 No.980, 《다이쇼 신수 대장경》에는 제4권 본연부 No.192에 수록되어 있다. 한역 제목은 불본행경(佛本行經)이라고도 한다. 한역본은 티베트어역본과 마찬가지로 모두 28장으로 되어 있으며, 석가모니 부처의 탄생을 그린 「생품」(生品)에서 시작하여 석가모니 열반과 다비(화장) 이후 장례에 참석했던 왕들이 석가모니 부처의 사리를 나누어 갖는 「분사리품」(分舍利品)으로 결말짓고 있다.
한문을 자유자재로 사용한 점으로 볼 때 이것은 《붓다차리타》의 번역작품이라기보다 《붓다차리타》와 구별되는 하나의 독립된 문학작품으로도 여긴다. 한역 작품은 대부분 축자역(逐字譯)을 하면서도 때로는 원문을 생략하거나 아주 삭제하기도 하였고 또는 내용을 늘이거나 보충하기도 하였다. 더구나 그 사상에서도 산스크리트어본에는 없던 후대 사상을 삽입한 듯한 게 적잖게 보이고 있다. 이 외에도 문장이 간결하기는 하나 이로 말미암아 내용을 이해하기 어렵다는 평을 듣기도 한다.

## 학술 연구
한국에서는 일제강점기 박윤진(朴允進)에 의해 1939년 잡지 《문장》을 통해 처음 소개되었다. 학술적 연구 성과는 김잉석(金芿石)에 의해 1968년 『東國思想』 Vol.4, 5, 6(동국대학교 불교대학, 1968, 1970, 1971)에 실린 「佛陀와 佛敎文學」(Ⅰ, Ⅱ, 完) 이후 김호성과 김숙이가 각각 석사논문, 「Buddhacarita(佛所行讚)에 나타난 初期 Samkhya 思想 硏究: 第XII品의 Parinama-vada(轉變說)와 그 批判을 中心으로」(동국대학교 대학원 인도철학과 석사학위논문, 1988)과 「『佛所行讚』을 통해 본 佛陀傳記 硏究」(동국대학교 대학원 불교학과 석사학위논문, 2002)을 발표하였다.
일본에서는 한국보다 앞선 1928년 뵤도 쓰쇼(平等通昭)가 《종교연구》(宗敎硏究) 신5권6호(45호)에 「佛敎文獻に現れた數論瑜伽思想に就いて: 特に佛所行讚の數論思想發達史上の地位に留意して」,를 발표하였다.  平等通昭, 「佛所行讚と佛本行集經との關係」, 『宗敎硏究』 123號(일본 동경 : 東京大學 文學部 宗敎學硏究室內 日本宗敎學會, 1950.10.) 등이 있다.
중국에서는 우바이후이(巫白慧)에 의해 1960년대에 잡지 《현대불학》(現代佛學)에 《불소행찬》을 소개하고 설명하는 연재가 시작되었다.

## 한국어 번역
- 《불소행찬》(전2권, 나가성타 번역 · 주석, 두배의느낌, 2010)
- 《다르다총서1 - 붓다차리타》(김달진 번역, 고려원, 1988/《김달진전집9-붓다차리타》 문학동네, 2008)